# Cortinarius castoreus
Cortinarius castoreus är en svampart som beskrevs av Soop 2005. Cortinarius castoreus ingår i släktet Cortinarius och familjen spindlingar.   Inga underarter finns listade i Catalogue of Life.